# Асаф Сімхоні
Асаф Сімхоні (івр. אסף שמחוני), (9 жовтня 1922 — 6 листопада 1956) — ізраїльський військовик, генерал-майор Армії оборони Ізраїлю.

## Біографія
Асаф Сімхоні народився в мошаві Нахалаль, що на той час знаходився у Підмандатній Палестині. Мати Асафа, Єгудит Сімхоні, відома громадсько-політична діячка, прибула до Палестини 1921 року з Херсонщини.
Під час Арабського повстання (1936—1939) Асаф Сімхоні в 16 років вступив до єврейської підпільної організації Хагана, аби захищати єврейські поселення від арабських нападів. У Хагані Асаф Сімхоні добровольцем вступив до лав Пальмаху — спеціальних воєнізованих загонів.
Його підрозділ діяв на півночі Ізраїлю, в Верхній Галілеї і в Негеві.
Брав участь в боях на території Сирії (зараз Голанські висоти), яка перебувала під владою вішистської Франції. 1944 року закінчив курс командирів взводу, після чого його загін діяв в Нижній Галілеї.
1945 року був призначений командиром загону «Гадна» у Хайфі.
Під час партизанської боротьби з британською окупацією 1938 —1947 років сприяв нелегальній міграції євреїв до Палестини. В так звану «Чорну суботу» 29 червня 1946 року під час Операції «Агата», яку здійснила британська влада, солдати і поліція шукали зброю і заарештували в Єрусалимі, Тель-Авіві, Хайфі понад 2700 чоловік. Асаф Сімхоні також був заарештований і відбув 5 місяців у в'язниці в Рафаху.
Після звільнення, повернувся в листопаді 1947 рік до лав Пальмаху і взяв участь в Війні Ізраїлю за незалежність, командував батальйоном бригади «Їфтах» в боях проти Арабської визвольної армії, брав участь в операціях «Їфтах», «Дані», «Йорам».
У січні 1949 року від партії Мапай обраний до Установчих зборів (Кнесету 1-го скликання), але визнав за краще продовжити активну військову службу. У квітні 1949 року отримав звання підполковника, очоливши бригаду «Їфтах».
Асаф Сімхоні займав низку високих посад в Армії оборони Ізраїлю. У 1952—1954 рр. командував Північним військовим округом. 1956 року був відряджений до Великої Британії на вищі офіцерські курси.
Як командувач Південним військовим округом, полковник Сімхоні розробляв і безпосередньо керував військовими діями Операції «Кадеш» 1956 року, прискорив взяття Абу-Агейли, долучивши до бойових дій 7-му бронетанкову бригаду, приймав капітуляцію губернатора Гази.
Після взяття Абу-Агейли, Сімхоні був несправедливо звинувачений Моше Даяном, що відправив у бій 7-ю бронетанкову бригаду без узгодження з генеральним штабом. Симхоні планував зустрітися з Бен-Гуріоном, аби документально довести йому, що не порушив наказа, коли доручив 7-й танковій бригаді перейти в наступ на Синай, але на шляху до Тель-Авіву загинув. 6 листопада 1956 року літак, яким Асаф Сімхоні летів з Шарм-еш-Шейху до Тель-Авіву, в складних погодних умовах розбився біля Хеврону в Йорданії. Посмертно отримав звання алуфа (генерал-майора). Бен-Гуріон, хоча дуже цінував і поважав Сімхоні, з політичних міркувань не став продовжувати пошуки істини в цій історії. П'ятдесят років по тому докази невинності батька представив син Асафа Сімхоні, Йоав. Того ж, 2006 року, в Ізраїлі вийшла документальна стрічка «Досьє Сімхоні», де також було висвітлено цей епізод.